# Paprikaextrakt
Paprikaextrakt (auch Paprika-Oleoresin) besteht hauptsächlich aus den Carotinoiden Capsorubin und Capsanthin. Es wird als Lebensmittelzusatzstoff verwendet und ist in der Europäischen Union als E 160c zugelassen.

## Beschreibung

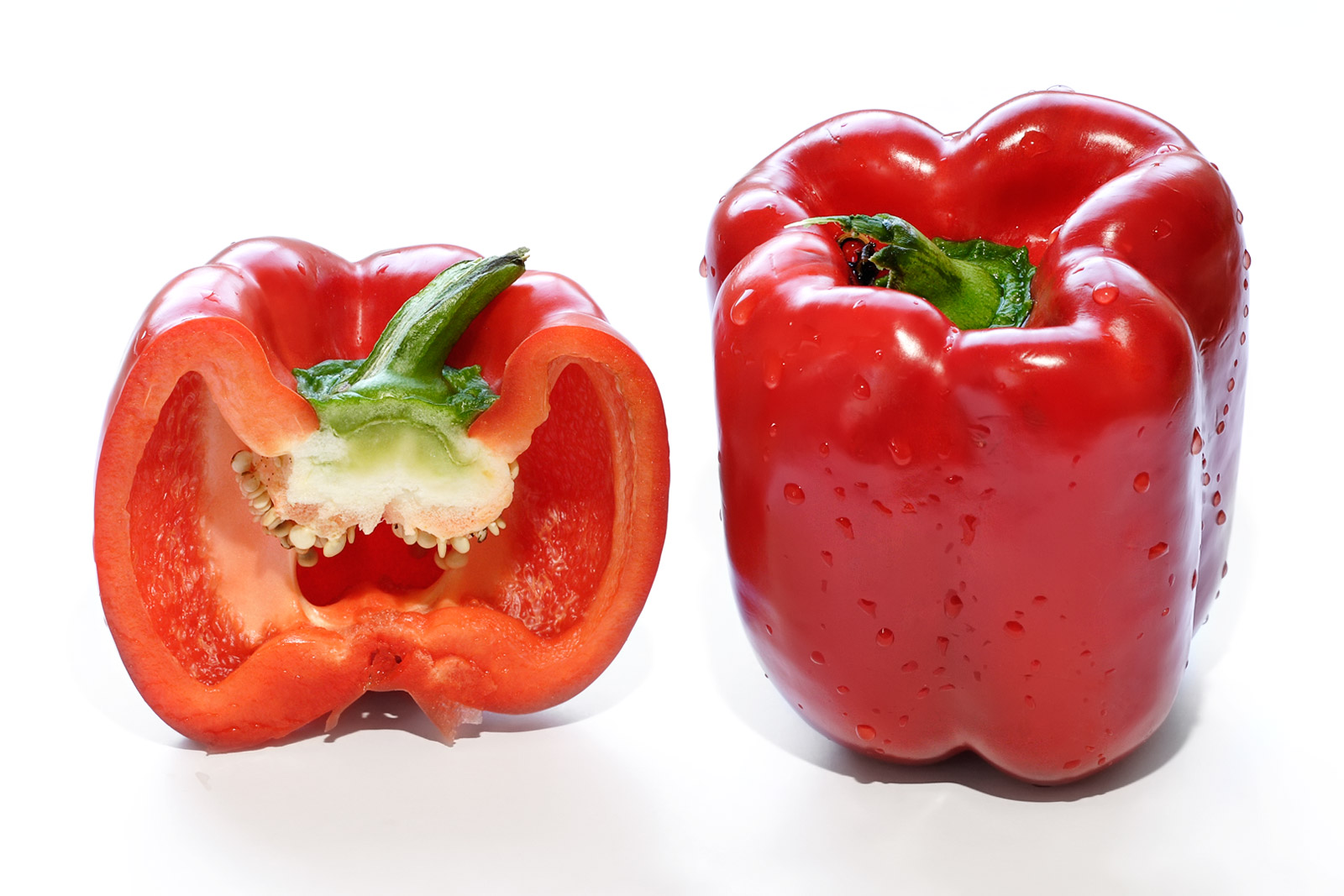
Paprika

Capsorubin und Capsanthin gehören zur Gruppe der Xanthophylle (sauerstoffhaltige Carotinoide). Hierbei handelt es sich um natürlich vorkommende rote Farbstoffe.
Sowohl Capsorubin als auch Capsanthin sind in der roten Fruchthaut der Paprikaschote enthalten. Letzteres ist dabei das Haupt-Carotinoid in der Paprikafrucht. Capsorubin kommt ebenfalls in Lilien und Nachtschattengewächsen vor.
Neben diesen beiden Farbstoffen können dem Paprikaextrakt noch weitere Farbstoffverbindungen hinzugefügt werden. Capsorubin und Capsanthin bilden jedoch die Grundbestandteile.

## Herstellung
Das Paprikaextrakt kann durch Lösungsmittelextraktion aus der gemahlenen Paprikaschote gewonnen werden. Zur Extraktion sind dabei nur bestimmte Lösungsmittel wie Methanol, Ethanol, Aceton und Hexan zugelassen.

## Verwendung

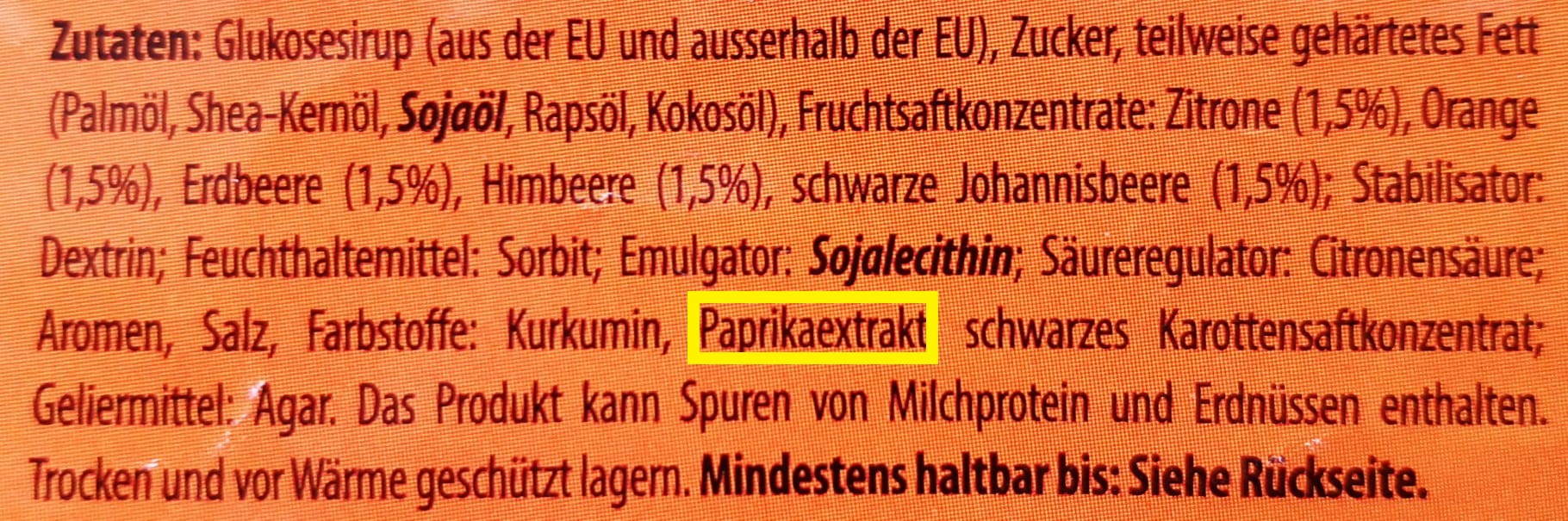
Zutatenliste eines Lebensmittels: Inhaltsstoffangabe von Paprikaextrakt ohne Angabe der E-Nummer

Paprikaextrakt wird als öl- und wasserlösliches Handelspräparat zur Färbung von Fleisch, Wurst und Fischkonserven verwendet. Zudem dient es der Färbung und Aromatisierung von Süßwaren wie beispielsweise beim Marzipan oder verschiedenen Chipssorten. Es wird auch bei der Zubereitung von weinhaltigen Getränken und aromatisierten weinhaltigen Cocktails genutzt. Zudem taucht das Paprikaextrakt auch in der Kosmetik-Verordnung auf.

## Rechtliche Situation
In der Europäischen Union sind die Lebensmittelzusatzstoffe und Futtermittelzusatzstoffe gemäß des Anhangs II der Verordnung (EG) Nr. 1333/2008 (Stand August 2021) sowie in der Schweiz, gemäß der Zusatzstoffverordnung (ZuV) (Stand: Juli 2020) aufgelistet.
Paprikaextrakt ist als Lebensmittelzusatzstoff zugelassen.